# Агостини, Пьер
Пьер Агостини (фр. Pierre Agostini; род. 23 июля 1941, Тунис) — французско-американский физик-экспериментатор, известный изобретением метода RABBITT для регистрации аттосекундных световых импульсов и характеризации сверхбыстрых процессов в веществе. Лауреат Нобелевской премии по физике (2023, совместно с Ференцем Краусом и Анн Л’Юилье).

## Биография
Пьер Агостини родился 23 июля 1941 года в Тунисе (французский протекторат Тунис). В 1959 году получил степень бакалавра в национальной военной школе Притане в Ла-Флеше (Франция). Изучал физику в Университете Экс-Марсель, где в 1961 году получил степень бакалавра технических наук (фр. licence d’enseignement) по физике, в 1962 году степень магистра (фр. diplôme d'études approfondies) и в 1968 году докторскую степень по оптике. Его диссертация была посвящена многослойным диэлектрическим фильтрам для ультрафиолетового излучения.
После получения докторской степени он стал исследователем в Научном центре Париж-Сакле (CEA Saclay) в 1969 году и оставался там до 2002 года. В 2002—2004 годах был приглашённым профессором в Брукхейвенской национальной лаборатории в Аптоне (штат Нью-Йорк), где он работал в группе Луи Ф. ДиМауро. В 2005 году стал профессором физики в Университете штата Огайо, а в 2018 году — почётным профессором.

## Научная деятельность
После защиты диссертации Агостини работал в лаборатории Жерара Менфре и Клода Мануса, где исследовал многофотонную ионизацию с использованием мощных лазеров. В 1979 году они первыми наблюдали надпороговую ионизацию в газообразном ксеноне.
В 2001 году Агостини и его команда из CEA Saclay вместе с Хармом Гертом Мюллером из Голландского фонда фундаментальных исследований материи (FOM) сумели создать последовательность импульсов длительностью 250 аттосекунд. Рекомбинируя ультракороткие ультрафиолетовые импульсы с исходным инфракрасным светом, они наблюдали эффект интерференции, который позволил охарактеризовать длину и частоту повторения импульсов. Этот метод получил известность под названием RABBIT (англ. Reconstruction of Attosecond Beating By Interference of Two-photon Transitions — Реконструкция аттосекундного биения путем интерференции двухфотонных переходов).

## Награды
- Joop Los Award от FOM Нидерландов
- Стипендиат Гумбольдта
- Премия Уильяма Ф. Меггерса по спектроскопии[англ.] от Оптического общества (2007)
- В 2008 году избран членом Оптического общества «за лидерство в разработке инновационных экспериментов, которые дают новое понимание динамики нелинейного отклика атомов и молекул под действием сильных инфракрасных лазерных импульсов»
- Нобелевская премия по физике (2023)

## Избранные публикации
- Agostini P., Fabre F., Mainfray G., Petite G., Rahman N.K. Free-free transitions following six-photon ionization of xenon atoms // Physical Review Letters. — 1979. — Vol. 42. — P. 1127-1130. — doi:10.1103/PhysRevLett.42.1127.
- Walker B., Sheehy B., DiMauro L.F., Agostini P., Schafer K.J., Kulander K.C. Precision measurement of strong field double ionization of helium // Physical Review Letters. — 1979. — Vol. 73. — P. 1227-1230. — doi:10.1103/PhysRevLett.73.1227.
- Paul P.M., Toma E.S., Breger P., Mullot G., Augé F., Balcou Ph., Muller H.G., Agostini P. Observation of a train of attosecond pulses from high harmonic generation // Science. — 2001. — Vol. 292. — P. 1689-1692. — doi:10.1126/science.1059413.
- Agostini P., DiMauro L.F. The physics of attosecond light pulses // Reports on Progress in Physics. — 2004. — Vol. 67. — P. 813-855. — doi:10.1088/0034-4885/67/6/R01.
- Ghimire S., Dichiara A.D., Sistrunk E., Agostini P., DiMauro L.F., Reis D.A. Observation of high-order harmonic generation in a bulk crystal // Nature Physics. — 2011. — Vol. 7. — P. 138-141. — doi:10.1038/nphys1847.